# Султанлы, Вагиф Солтан оглы
Вагиф Султанлы (азерб. Vaqif Sultanlı, Vaqif Soltan oğlu Verdiyev; род. 26 марта 1958, Шахсевен, Кюрдамирский район) — азербайджанский писатель, литературовед, переводчик и публицист, доктор филологических наук, профессор.

## Жизнь
Вагиф Султанлы родился 26 марта 1958 года в селе Шахсеван Кюрдамирского р-на Азербайджанской Республики. Окончил среднюю школу села Кохнебазар (1964—1974). В годы учёбы в средней школе одновременно учился в музыкальной школе Кюрдамирского района (1970—1975). Некоторое время работал на электросети Кюрдамирского района рабочим (1974—1976).
С отличием окончил филологический факультет Азербайджанского государственного университета (1981). Трудовую деятельность он начал в должности учителя азербайджанского языка и литературы в селе Галаджыг Исмаиллинского района, куда был назначен по направлению. Затем продолжил образование в аспирантуре кафедры современной азербайджанской литературы АГУ. В 1984 году он защитил кандидатскую диссертацию на тему «Проблема характера азербайджанской драматургии (1970—1980)», а в 1997 году — докторскую диссертацию на тему «Жизнь и литературная деятельность Мамеда Эмина Расулзаде». С 1999 года является профессором кафедры истории азербайджанской литературы Бакинского государственного университета. Активно занимается общественной деятельностью. В 1991 году учредил Всемирную ассоциацию азербайджановедов и был избран её председателем. Работал корреспондентом по литературным передачам в азербайджанской
редакции американских радиостанций «Свобода» и «Свободная Европа». (1995—1998). Был главным редактором польского издания «Худафарин» (1995), шведского «Араз» (1996—1997) и американского «Азербайджанцы мира» (2000—2012).
Является руководителем кавказского бюро функционирующей в Турции Организации Кипрско-Балканско-Евразийской тюркской литературы (KIBATEK). С июня по октябрь 1999 года прошёл научную практику в Эдинбургском университете Великобритании по специальности «Английская филология и западная культура». Удостоен премии имени Гасанбека Зардаби (1995), международной награды за службу тюркскому языку Организации Кипрско-Балканско-Евразийской тюркской литературы (KIBATEK) (2003), Почётной грамоты Министерства Культуры Египта (2014), награды за выдающиеся заслуги по возрождению тюркских языков (2017).
Избран членом Правления на симпозиумах Конгресса азербайджанцев мира (КАМ), состоявшихся в Швеции (2001), Голландии (2002), Германии (2004), Бельгии (2008) и Великобритании (2010). Является членом Международной Организации по Исследованию Эпосов (The International Society for Epic Studies), учреждённой в 2012 году, центральный офис которой расположен в Пекине. В 2018 году был избран членом Международной Ассоциации Писателей, расположенной в США. Его произведения изданы в США, Англии, Турции, Дании, Египте, Иране, России, Украине и т. д. Принимал участие на международных симпозиумах, конференциях, форумах и семинарах, преведённых в различных странах мира, и представлял
литературу и культуру Азербайджана. Женат, имеет двух детей.

## Научное творчество
Наряду с художественным творчеством, автор занимается также и теоретически-эстетическими вопросами искусства. Его поиски, связанные с
литературной критикой и литературоведением, отражены в книгах «Литературный мир Мамеда Эмина Расулзаде» (1993), «Путник тяжёлого
пути» (1996), «Горизонты свободы» (1997), «Азербайджанская эмиграционная литература» (1998), «Литературно-теоретические иллюстрации» (2000), «Берег спасения жизни» (2004), «Вопросы обучения литературной критики» (2007), «Азербайджанская литературная критика» (2012), «Любовь к независимости» (2014), «Азербайджанская литературная критика» (2019) и т. д. Исследования, связанные с азербайджанской эмиграционной литературой, занимают особое место в литературоведческой деятельности автора.
Вагиф Султанлы является автором множества публицистических работ, научно-публицистических статей, связанных с критикой и литературным процессом. Его доклады, на международных конференциях, симпозиумах, форумах и семинарах, составляют важную часть его научного
творчества.

## Художественное творчество
К литературной деятельности он приступил в раннем возрасте, но первый рассказ под названием «Запах полыни» был опубликован в 1980 г. в журнале «Женщина Азербайджана». С тех пор он регулярно выступает в прессе своими рассказами, переводами и научно-публицистическими статьями. В романе «Сон забвения» (1982), являющемся одним из примечательных произведений автора, перенос кладбища описывается как серьёзный хаос и беспокойство в общественной жизни. Этот хаос позволяет выявить внутренний духовных мир описываемых образов. В повести, которая завершается самоубийством водителя бульдозера, разрушившего кладбище, автор преследует цель идентифицировать противостояние духовно- нравственным ценностям со смертью. Роман «Человеческое море» (1992), написанный в слиянии реального и условно-метафорического стилей, занимает в художественном творчестве автора особое место. В романе, где события происходят в восьмидесятых годах прошлого века, в олицетворении героя, спасённого от высшей меры наказания и тайно проживающего в чужом городе, нашла своё художественное решение проблема отчуждения, впитавшегося в духовность и нравственность общества. События, описанные в романе «Сражение в пустыне» (2010), отличающемся своеобразным нарративным стилем, проявляются на фоне судьбы героя, который, в силу раздробления времени, отказывается от будущего и направляется в прошлое. Развитие событий на этой плоскости, позволяют автору выразить свои философские суждения о человеке и мире. Роман «Сражение в пустыне» отличается духом протеста против царящей во всём мире проблемы отчуждения, забвения, равнодушия и ненадобности.
«Белый путь», «Утренний туман», «Зелёная песня безлистных ветвей», «Скиталец», «Пещера», «Полярная ночь», «Родина», «Остров», «Марево», «Обратный поток», «Немое кольцо», «Пепельная клетка», «Клетчатая конура», «Поперечная тень», «Глиняное колдовство» и другие рассказы Вагифа Султанлы отличаются своеобразным стилем и языковыми свойствами. Перу автора принадлежат также и исторические рассказы, такие как «Место встречи», «Наваи-Гумру», «Хумаюн» и т. д. Он является также автором многих миниатюр, написанных в лирично-романтическом стиле.

### Переводческая деятельность
Вагиф Султанлы занимается также и переводческой деятельностью. Он перевёл на азербайджанский язык и издал романы «Листопад» и «Мельница» Решада Нури Гюнтекина, историческую повесть «Учёный из сиракуз» Сергея Житомирского, а также рассказы Эрвина Штритматтера, Ярослава Гашека, Вери Мери, Густава Стопки и других. Перевёл с русского языка (совместно) произведение «О пантуранизме» Мамеда Эмина Расулзаде.

### Книги
- Погасшие звёзды (повесть и рассказы) — 1988;
- Человеческое море (роман) — 1992;
- Литературный мир Магомеда Амина Расулзаде (учебное пособие) — 1993;
- Путник тяжёлого пути (монография) — 1996;
- Горизонты свободы (сборник статей) — 1997;
- Азербайджанская эмиграционная литература (учебное пособие) — 1998;[6]
- Рынок рабов (рассказы, миниатюры, эссе) — 1999;
- Литературно-теоретические иллюстрации (теоретические фрагменты) — 2000;
- Сон забвения (роман, рассказы и эссе) — 2002;
- Берег спасения жизни (диалог-монография) — 2004;
- Вопросы обучения литературной критики (учебное пособие) — 2007;
- Азербайджанская литературная критика (учебное пособие) — 2009;
- Долина никчёмности (роман и рассказы) — 2010;
- Азербайджанская литературная критика — Усовершенствованное II издание (учебное пособие) — 2012;
- Любовь к независимости (монография) — 2014;
- Сражение в пустыне (роман) — 2015;
- Азербайджанская литературная критика — Усовершенствованное III издание (учебник) — 2019[7]

## Произведения, изданные на русском языке
- Дервиш; Утренный туман; Халлы; Легенда о змее (рассказы). «Литературный Азербайджан», 2006, № 2, стр.101- 109 (Перевод Медины Эльдаровой);
- Белая дорога; Запертая дверь; Чужой; По ту стороны вершины (рассказы). «Литературный Азербайджан», 2006, № 12, стр.57- 68;
- Человеческое море (роман). Перевод Инессы Ловковой, «Литературный Азербайджан», 2008, № 4, стр.17- 95;
- Тоска; Песня облетевших листьев (рассказ). Перевод Надира Агасиева и Натаван Халиловой , Международный литературный журнал «Крещатик» (Мюнхен), 2016, Выпуск 73;
- Остров; Полярная ночь; Обратный поток. (рассказы). Перевод Натаван Халиловой, Надира Агасиева и Лилия Герайзаде, Литературный журнал «P.S», октябрь, 2017, № 67, стр.30-38;
- Легенда о змее (новелла), Перевод Медины Эльдаровой, Газета «День литературы» (Москва), 16 ноября 2017 г;
- Обратный поток (рассказ). Перевод Натаван Халиловой, Журнал «Берега» (Калининград), Август, 2017, № 4 (22), стр.69-73;
- Наваи-Гумру (рассказ). Перевод Лилия Герайзаде, «Мир литературы», Январь, 2018, № 1 (125);
- Сон забвения Повесть-иллюстрация и рассказы / Пер. с азерб. Джавида Аббаслы. — Москва.: Издательство «СП Mысль», 2018. — 184 с;
- Легенда о змее; Утренний туман (рассказы). Перевод Медины Эльдаровой, Литературный журнал «P.S» (Киев), сентябрь, 2018, № 78, стр.42-46;
- Сон забвения (Повесть-иллюстрация). Перевод Джавида Аббаслы. «Литературный Азербайджан», 2018, № 2, стр.3-47.
- Пепельная клетка: рассказы / Пер. с азерб. Н.Халиловой, М.Эльдаровой, Лилии Герайзаде, Н.Агасиева и Дж.Аббаслы. – Санкт Петербург: «Супер» Издательство, 2021. – 170 с.
- Возвращение в никуда (рассказ). Перевод Натаван Халиловой , Международный литературный журнал «Крещатик» (Мюнхен), 2022, Выпуск 96, стр.239-243
- Сражение в пустыне (роман). Перевод Натаван Халиловой, «Литературный Азербайджан», 2023, № 2, стр. 3-68
- Возвращение в некуда (рассказ). Перевод Натаван Халиловой, Литературный журнал «Нижний Новгород» (Нижний Новгород), 2023, Выпуск 2 (49), стр.133-136
- Клетчатая конура (рассказ). Перевод Джавида Аббаслы, Антология азербайджанской прозы, Т 1, Санкт Петербург: Супер Издательство, 2023, стр.223-229